# Chūō (Tokyo)
Chūō (中央区?, Chūō-ku) è uno dei 23 quartieri speciali di Tokyo, Giappone.

## Storia
Nel 1869 ha luogo l'insediamento di stranieri a Tsukiji che continua fino al 1899 circa. 
Nel 1872 un incendio consuma gran parte dell'area di Ginza.
A seguito di ciò, il governatore di Tokyo riprogetta Ginza come un moderno quartiere commerciale in stile europeo tra Shinbashi (il principale terminal ferroviario della città all'epoca) a sud e Nihonbashi (il principale distretto finanziario e commerciale) a nord. 
Nel 1878, sotto un nuovo statuto dell'organizzazione locale, vengono istituiti i quartieri di Nihonbashi e Kyōbashi sotto il governo della città di Tokyo, coprendo l'area ora occupata da Chūō. 
In seguito alla sconfitta del Giappone nella seconda guerra mondiale, nel 1945 diversi edifici vengono rilevati dallo SCAP per servire da centri di approvvigionamento per le forze di occupazione. Questi includono la compagnia orologiaria Hattori (attuale Seiko), i grandi magazzini Matsuya e il palazzo Toshiba. Gli edifici verranno restituiti al controllo civile giapponese entro il 1951. Il 15 marzo 1947 il quartiere speciale Chūō viene fondato in base alla nuova legge sull'autonomia locale, fondendo i vecchi quartieri Nihonbashi e Kyōbashi.
Dal periodo di forte crescita economica allo scoppio della bolla economica, gli edifici residenziali sono stati sostituiti da edifici commerciali e la popolazione è scesa al minimo storico di 72.090 abitanti nel 1997, ma all'inizio del XXI secolo sono stati costruiti condomini di alto livello (condomini a torre) nelle zone del lungomare della baia di Tokyo, come Tsukishima, Tsukuda, Kachidoki e Harumi. Negli ultimi anni la popolazione è aumentata rapidamente con il ritorno delle persone al centro della città. Si prevede che il quartiere di Chūō supererà i 200.000 abitanti entro il 2027.

## Geografia
Chūōō si trova nella parte orientale della Prefettura di Tokyo. Il distretto si estende dalla Yamanote Line e dalla stazione di Tokyo a ovest fino alla riva destra del fiume Sumida. A nord-est si estende fino al fiume Kanda e a sud fino alla baia di Tokyo. Gran parte dell'area di Chūō è stata creata nel corso dei secoli dalla bonifica dei terreni della baia, la più recente è l'intera area di Tsukishima.
Chūōō prende il suo nome ("centro") dal fatto che si trovava al centro dei vecchi rioni dell'antica città di Tokyo. I quartieri vicini sono Kōtō, Sumida, Taitō, Chiyoda e Minato.

### Distretti
Il quartiere di Chūō è diviso in tre aree ed è composto dai seguenti distretti:
- Area di Nihonbashi (日本橋地区)
  - Bakurochō (馬喰町)
  - Hakozakichō (箱崎町): Sede del Tokyo City Air Terminal (T-CAT)
  - Hamachō (浜町)
  - Higashi-Nihonbashi (東日本橋)
  - Hisamatsuchō (久松町)
  - Honchō (本町)
  - Hongokuchō (本石町): Sede della Banca del Giappone.
  - Horidomechō (堀留町)
  - Kabutochō (兜町): Sede della Borsa di Tokyo.
  - Kakigarachō (蛎殻町): Santuario Suitengu, un santuario scintoista in cui le donne pregano per ottenere il concepimento e un parto sicuro.
  - Kayabachō (茅場町)
  - Koamichō
  - Kobunachō
  - Kodenmachō (小伝馬町)
  - Muromachi (室町): Sede dei grandi magazzini Mitsukoshi (三越).
  - Nakasu
  - Nihonbashi (日本橋): Centro commerciale tradizionale. Ospita anche i grandi magazzini Takashimaya e la "pietra miliare zero" da cui si misurano le distanze autostradali da Tokyo.
  - Ningyochō (人形町)
  - Odenmachō (大伝馬町)
  - Tomizawachō (富沢町)
  - Yokoyamachō (横山町)

- Area di Kyōbashi (京橋地区)
  - Akashichō (明石町): Sede dell'ospedale e della scuola per infermieri di San Luca e dell'adiacente grattacielo Garden Tower, luogo di nascita di Akutagawa Ryūnosuke.
  - Ginza (銀座): Il quartiere dello shopping più costoso di Tokyo, che ospita grandi negozi di tutte le principali marche di moda ed eleganti caffè, oltre al famoso teatro Kabuki-za. Il nome del luogo deriva dalla zecca delle monete d'argento (chiamata ginza) fondata nel periodo Edo.
  - Hamarikyu-teien (浜離宮庭園): Sede del Giardino di Hama rikyū. Un ampio parco pubblico, in passato proprietà del daimyō di Kōshū e successivamente sotto l'amministrazione dell'Agenzia della Casa Imperiale.
  - Hatchobori (八丁堀): Durante il periodo Edo, sede della caserma di polizia.
  - Irifune (入船)
  - Kyōbashi (京橋): prende il nome dall'omonimo ponte non più esistente.
  - Minato (porto) (湊)
  - Shinkawa (新川)
  - Shintomi (新富)
  - Tsukiji (築地): Sede dell'ufficio della città di Chūō. Considerata una delle migliori destinazioni al mondo per il sushi grazie al suo enorme mercato del pesce all'ingrosso, che rifornisce ristoranti e negozi in tutto il Giappone orientale. Qui si trova anche il tempio Jōdo Shinshū di Tsukiji Hongan-ji.
  - Yaesu (八重洲): Quartiere sul lato est della stazione di Tokyo. Il lato Yaesu della stazione di Tokyo è il terminal delle linee del "treno proiettile" Shinkansen.

- Area di Tsukishima (月島地区)
  - Harumi (晴海): il terminal passeggeri di Harumi si trova qui.
  - Kachidoki (勝どき): Il luogo in cui si trova l'omonimo ponte sul fiume Sumida.
  - Toyomichō (豊海町)
  - Tsukishima (月島); famosa per i numerosi ristoranti Monjayaki.
  - Tsukuda (佃): si trova il Santuario Sumiyoshi, un santuario scintoista la cui storia risale al 1590.

## Trasporti

### Ferrovie
- JR East
  - Linea rapida Sobu
    - Stazione Stazione di Shin-Nihonbashi - Stazione di Bakurochō

  - Linea Keiyō
    - Stazione di Hatchōbori

  - All'interno del quartiere, le linee Keihin-Tōhoku, Yamanote e Chūō collegano la stazione di Tokyo alla stazione di Kanda, mentre le linee Tōhoku Shinkansen, Jōetsu Shinkansen e Ueno-Tokyo (linea Utsunomiya, linea Takasaki e Linea Jōban) passano per un breve tratto tra le stazioni di Tokyo e Ueno, ma nessuna di queste linee ha una stazione.
- Metropolitana di Tokyo
  - Linea Ginza
    - Stazione Ginza - Stazione Kyōbashi - Stazione Nihonbashi - Stazione Mitsukoshimae

  - Linea Hibiya
    - Stazione Ginza - Stazione Higashi-Ginza - Stazione Tsukiji - Stazione Hatchobori - Stazione Kayabachō - Stazione Ningyōchō - Stazione Kodenmachō

  - Linea Marunouchi
    - Stazione di Ginza

  - Linea Tozai
    - Stazione Nihonbashi - Stazione Kayabachō

  - Linea Yūrakuchō
    - Stazione Ginza-itchōme - Stazione di Shintomichō - Stazione di Tsukishima

  - Linea Hanzōmon
    - Stazione di Mitsukoshimae - Stazione di Suitengūmae
- Ufficio metropolitano del trasporto di Tokyo (metropolitana Toei)
  - Linea Asakusa
    - Stazione Higashi-Ginza - Stazione Takarachō - Stazione di Nihombashi - Stazione di Ningyōchō - Stazione Higashi-Nihonbashi

  - Linea Shinjuku
    - Stazione Bakuro-yokoyama - Stazione di Hamachō

  - Linea Ōedo
    - Stazione di Tsukishima - Stazione di Kachidoki - Tsukijishijō